# 1950年のル・マン24時間レース

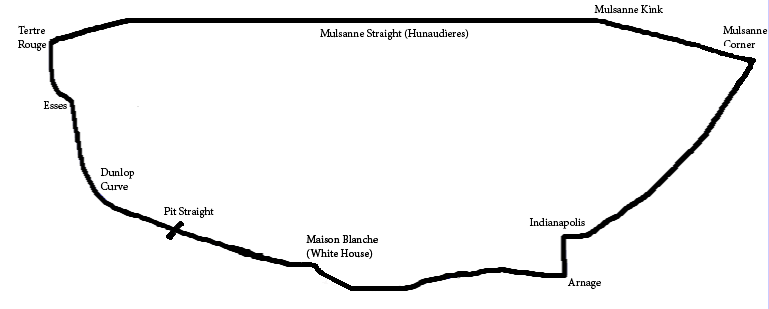
1950年のコース

1950年のル・マン24時間レース（24 Heures du Mans 1950 ）は、18回目のル・マン24時間レースであり、1950年6月24日から6月25日にかけてフランスのサルト・サーキットで行われた。

## 概要
出走したのは60台。この年プライベート出場ながらカニンガム・キャデラック、俗称「モンスター」やジャガー・XK120など新たな顔ぶれが初出場を果たしている。
完走したのは29台。
ルイ・ロジェ（Louis Rosier ）/ジャン＝ルイ・ロジェ（Jean-Louis Rosier ）組のタルボ＝ラーゴ・T26GSが24時間で3465.120kmを平均速度144.380km/hで走って優勝し、タルボの唯一の勝利となった。